# مارچینگتون
مارچینگتون (به انگلیسی: Marchington) یک روستا و محله مدنی در بریتانیا است که در ایست استفوردشایر واقع شده‌است. مارچینگتون ۲٬۰۱۷ نفر جمعیت دارد.